# Iffwil
Iffwil é uma comuna da Suíça, situada no distrito administrativo de Berna-Mittelland, no cantão de Berna. Tem 5,06 km² de área e sua população em 2018 foi estimada em 443 habitantes.